# Doctrine Gérin-Lajoie
Pour les articles homonymes, voir Gérin-Lajoie.

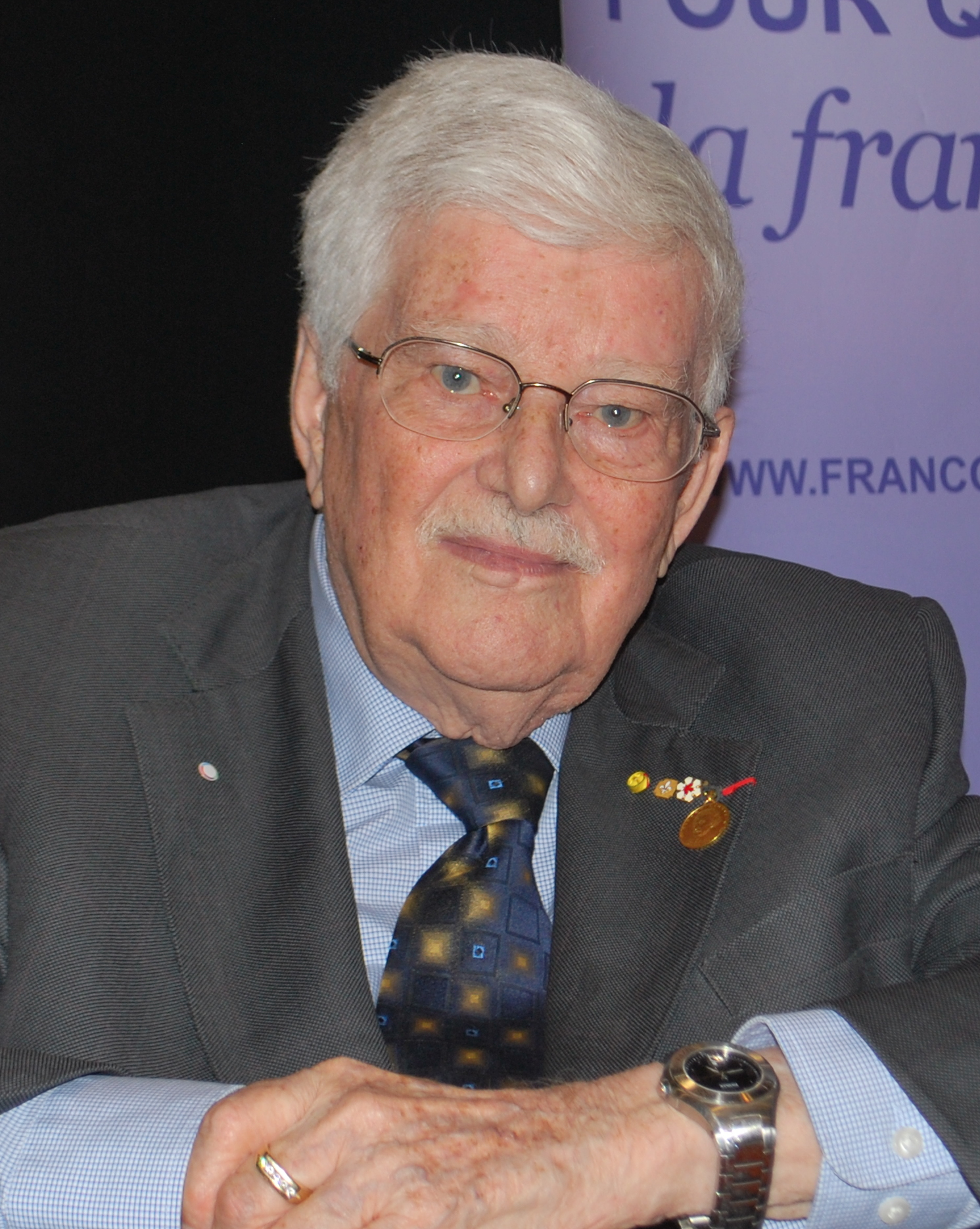
La doctrine porte le nom de Paul Gérin-Lajoie à la suite de son discours prononcé devant le Corps consulaire de Montréal le 12 avril 1965.

La doctrine Gérin-Lajoie est le fondement de la politique internationale du Québec. Formulée par le ministre Paul Gérin-Lajoie dans le cadre d'un discours historique prononcé le 12 avril 1965, elle oriente l'action du Québec sur la scène internationale à travers « le prolongement externe de ses compétences internes » au Canada.
Reprise par tous les gouvernements successifs depuis, la doctrine Gérin-Lajoie affirme la volonté du Québec de mener « une action internationale forte et autonome dans tous les domaines relevant de ses compétences ».

## Contexte

### Le Québec et la scène internationale avant 1960
La présence du Québec à l'étranger remonte au XIXe siècle. Si les missionnaires québécois étaient actifs aux quatre coins du monde dès la première moitié de ce siècle, l'action gouvernementale elle-même trouve son origine dans l'établissement d'une première représentation permanente à Paris en 1882. Par la suite, d'autres représentations furent créées à Londres, à Bruxelles et à New York. Elles constituèrent pendant plusieurs années les seules représentations québécoises à l'étranger.
En matière de relations internationales, la Constitution canadienne était muette. Il n'existait pas de règle (d'un point de vue juridique) établissant que les relations internationales relevaient uniquement du gouvernement fédéral. Dans la pratique, à la suite du Statut de Westminster de 1931, le fédéral assumait l'exclusivité des rapports avec les pays étrangers. C'est dans ce contexte que se fait la fermeture des agences du Québec en Belgique et en Angleterre en 1936 par le gouvernement de Maurice Duplessis, officiellement pour des raisons budgétaires,.
Dans ce cadre perdurant jusqu'en 1960, le Québec était considéré comme une simple province (et non comme une nation) par le gouvernement fédéral canadien et intervenait donc peu sur la scène internationale. De son côté, le Canada, au nom de ses dix provinces, s'exprimait d'une seule voix au reste du monde. En revanche, par les multiples liens unissant le Canada à la Couronne britannique et aux États-Unis, la politique extérieure canadienne demeurait essentiellement orientée vers le monde anglo-saxon, au détriment du Québec et de ses liens avec les pays de langue française.

### Révolution tranquille
À la suite de l'élection du gouvernement de Jean Lesage en juin 1960, le Québec commence à jouer un rôle plus actif sur la scène internationale. Cette volonté du premier ministre s'inscrivait dans la suite de son prédécesseur Georges-Émile Lapalme et (dans une moindre mesure) de Maurice Duplessis (qui approuvait aussi la création de délégations du Québec à l'étranger). Ainsi, avec Jean Lesage, le Québec trouve un interlocuteur réceptif du côté de la France, en particulier chez les gaullistes. Un premier geste vient concrétiser cette nouvelle ère de coopération et de collaboration avec l'ouverture de la Délégation générale du Québec à Paris le 5 octobre 1961. Moins de deux ans plus tard, le Québec ouvre une deuxième Délégation générale à Londres, le 7 mai 1963.
Des premiers programmes de stages entre le Québec et la France sont organisés à l'été 1963 et en janvier 1964. Ces premiers essais (d'ordre purement administratif) ayant été concluants, un projet d'accord entre la France et le Québec est ébauché à l'été 1964. Mis au courant de ce projet, l'ambassadeur canadien à Paris Jules Léger s'oppose à la signature d'une telle entente, risquant de donner une allure trop officielle aux relations franco-québécoises, au détriment des relations franco-canadiennes. Malgré cette opposition, le projet d'accord « d'échanges et de coopération dans le domaine de l'éducation » est approuvé par le premier ministre Jean Lesage et par le président Charles de Gaulle. C'est ainsi que Paul Gérin-Lajoie (ministre de l'Éducation et vice-président du Conseil des ministres du Québec) signe avec Christian Fouchet (ministre de l'Éducation nationale de France) le premier accord officiel entre le Québec et la France le 27 février 1965.
Ces actions permettent au Québec de commencer à se distinguer sur la scène internationale. En effet, au moment de la signature de cet accord, Gérin-Lajoie considère son geste comme « la pierre angulaire d'une grande communauté culturelle des peuples ayant en commun la langue française », reprenant  une idée proposée quelques années auparavant par Leopold Sédar Senghor et Habib Bourguiba,. Toutefois, du côté du gouvernement d'Ottawa, la signature de cet accord fut considérée comme une manière pour le Québec d'outrepasser ses pouvoirs en matière de relations internationales. Revenu au Québec, Paul Gérin-Lajoie se fait alors conseiller par son proche collaborateur André Patry (juriste et spécialiste en relations internationales) de prendre publiquement la parole afin de « présenter [s]a vision de la présence et du rôle international du Québec ».

## Discours
La doctrine Gérin-Lajoie a été formulée dans un discours prononcé par Paul Gérin-Lajoie devant le Corps consulaire de Montréal le 12 avril 1965,. S'adressant aux représentants officiels d'une cinquantaine de pays, le ministre commence son discours par un résumé de la situation :

« […] Le Québec lui-même possède à l'étranger l'embryon d'un service consulaire, grâce à ces délégués généraux qui le représentent et exercent des fonctions souvent analogues [à ceux des consuls]. Dans deux villes — Londres et Paris — les délégués généraux du Québec bénéficient en pratique des immunités et privilèges que le droit et l'usage accordent habituellement aux
fonctionnaires consulaires. C'est d'ailleurs l'intention de notre gouvernement de proposer aux États intéressés la réciprocité de traitement par rapport à celui dont jouissent, en vertu du décret dont je vous ai parlé plus haut, les consuls de carrière exerçant leurs fonctions dans le Québec. ».

Puisque les pratiques en relations internationales au Canada reposaient sur des conventions et non sur des textes de loi définissant les rôles des niveaux de gouvernement, pour Paul Gérin-Lajoie, rien d'interdisait aux provinces d’être « proactives » à l’étranger dans leurs domaines de compétence :

« Le Québec n'est pas souverain dans tous les domaines : il est membre d'une fédération. Mais il forme, au point de vue politique, un État. Il en possède tous les éléments : territoire, population, gouvernement autonome. Il est, en outre, l'expression politique d'un peuple qui se distingue, à nombre d'égards, des communautés anglophones habitant l'Amérique du Nord.
Le Québec a, sur ce continent, sa vocation propre. La plus nombreuse des communautés francophones hors de France, le Canada français, appartient à un univers culturel dont l'axe est en Europe et non en Amérique. De ce fait, le Québec est plus qu'un simple État fédéré parmi d'autres. Il est l'instrument politique d'un groupe culturel distinct et unique dans la grande Amérique du Nord. ».

Dans cette optique, il était désirable de « favoriser le prolongement des aspirations et des spécificités du Québec à l'extérieur de [ses] frontières ». Afin que ce prolongement ait un sens, le Québec devait posséder toute la liberté d'action nécessaire pour négocier et signer ses propres ententes internationales :

« Au moment où le Gouvernement du Québec prend conscience de sa responsabilité dans la réalisation du destin particulier de la société québécoise, il n'a nulle envie d'abandonner au gouvernement fédéral le pouvoir d'appliquer les conventions dont les objets sont de compétence provinciale. De plus, il se rend bien compte que la situation constitutionnelle actuelle comporte quelque chose d'absurde.
Pourquoi l'État qui met un accord à exécution serait-il incapable de le négocier et de le signer lui-même? Une entente n'est-elle pas conclue dans le but essentiel d'être appliquée et n'est-ce pas à ceux qui doivent la mettre en œuvre qu'il revient d'abord d'en préciser les termes?
[...]
Il fut un temps où l'exercice exclusif par Ottawa des compétences internationales n'était guère préjudiciable aux intérêts des États fédérés, puisque le domaine des relations internationales était assez bien délimité.
Mais de nos jours, il n'en est plus ainsi. Les rapports interétatiques concernent tous les aspects de la vie sociale. C'est pourquoi, dans une fédération comme le Canada, il est maintenant nécessaire que les collectivités membres, qui le désirent, participent activement et personnellement à l'élaboration des conventions internationales qui les intéressent directement. ».

Dans un passage ajouté par Gérin-Lajoie au texte d'André Patry, le ministre réaffirme ses convictions :

« Il n'y a, je le répète, aucune raison que le droit d'appliquer une convention internationale soit dissocié du droit de conclure cette convention. Il s'agit des deux étapes essentielles d'une opération unique. Il n'est plus admissible non plus que l'État fédéral puisse exercer une sorte de surveillance et de contrôle d'opportunité sur les relations internationales du Québec. ».

Par la voix de Gérin-Lajoie, le Québec rejette ainsi toute intervention fédérale sur les contacts internationaux qu'il jugerait bon d'entreprendre dans les domaines de sa compétence,,.

## Réactions

### Ottawa
Le discours de Gérin-Lajoie cause un émoi considérable à Ottawa. Pour la première fois, les autorités fédérales se voyaient disputer l'exclusivité de leur compétence dans les affaires internationales. Dans une déclaration écrite émise le 20 avril 1965, le ministre fédéral Paul Martin (père) réagit :

« La situation constitutionnelle au Canada en ce qui concerne le pouvoir de conclure des traités est claire. Le Canada ne possède qu'une seule personnalité internationale au sein de la communauté des nations. Il n'y a aucun doute que seul le gouvernement canadien a le pouvoir ou le droit de conclure des traités avec d'autres pays […]. Le gouvernement fédéral est seul responsable de la direction des affaires extérieures qui constitue partie intégrante de la politique nationale intéressant tous les Canadiens. »

Les positions continuèrent ensuite de s'affirmer et de se confirmer. Le 23 avril, Paul Martin fit une mise au point :

« Une fois qu'il est décidé que ce qu'une province veut accomplir en concluant un accord avec un pays étranger en matière d'éducation ou en toute autre sphère de compétence provinciale est compatible avec la politique étrangère canadienne, les autorités provinciales peuvent en discuter directement avec les autorités compétences en cause. Toutefois, lorsqu'il s'agit de conclure formellement un accord international, les pouvoirs fédéraux relatifs à la signature des traités et à la conduite générale des affaires étrangères doivent nécessairement entrer en jeu. »

Le même jour, Paul Gérin-Lajoie fit également une mise au point lors d'un deuxième discours prononcé devant une délégation de chercheurs et d'universitaires européens :

« Le Québec n'a pas de permission à demander à Ottawa pour conclure des ententes internationales dans des domaines de sa juridiction. Il n'a pas demandé cette permission pour signer un accord avec la France et ne la demandera pas quand il voudra conclure d'autres ententes du même genre avec d'autres pays. »

Au bout du compte, Ottawa et Québec restèrent chacun sur leurs positions.

### Québec
En vacances en Floride au moment où le discours du 12 avril fut prononcé, à son retour, Jean Lesage fut interrogé par les journalistes au sujet des déclarations de son ministre de l'Éducation. À la surprise de plusieurs observateurs, plutôt que de rabrouer son ministre, Jean Lesage appuya entièrement sa position.
Situation particulière, en reconnaissant toute la légitimité de la position de Gérin-Lajoie, Jean Lesage a transformé ce simple discours en politique officielle du gouvernement du Québec en relations internationales,.

## Conséquences
Malgré la défaite du gouvernement Lesage aux élections de 1966, la doctrine Gérin-Lajoie a été reprise par le gouvernement de Daniel Johnson. Celle-ci a donné naissance au ministère des Affaires intergouvernementales (remplaçant le ministère des Affaires fédérales-provinciales). Ce nouveau ministère a eu la responsabilité de concevoir une politique dans le domaine et de coordonner les activités extérieures du gouvernement, des ministères et organismes, aussi bien dans le domaine des relations fédérales-provinciales que dans le domaine international. Il a notamment hérité de la responsabilité des délégations du ministère de l'Industrie et du Commerce dans un premier temps, puis des activités internationales des ministères de l'Éducation et des Affaires culturelles en 1974.
Le rapatriement de toutes les activités internationales du gouvernement du Québec au sein d'un seul ministère s'est finalement concrétisé avec la création du ministère des Affaires internationales en 1988 par le gouvernement de Robert Bourassa. Son premier titulaire a été Paul Gobeil.

### Héritage
La doctrine Gérin-Lajoie a été reprise par les gouvernements s'étant succédé au Québec depuis les années 1960. En 2000, le gouvernement de Lucien Bouchard adopte la Loi sur l'exercice des droits fondamentaux et des prérogatives du peuple québécois et de l'État du Québec. En vertu de cette loi (chapitre 2, articles 6 et 7), le gouvernement du Québec est tenu d'appliquer en permanence la doctrine Gérin-Lajoie.
En 2004, le premier ministre Jean Charest a réaffirmé la poursuite de la doctrine : « Il revient au Québec d’assumer, sur le plan international, le prolongement de ses compétences internes : ce qui est de la compétence québécoise chez nous est de compétence québécoise partout ».
En 2019, cette doctrine continue d'être appliquée par le gouvernement de François Legault.